# Мельников, Вячеслав Николаевич
Вячеслав Николаевич Мельников (19 февраля 1904 — 8 декабря 1954) — советский военачальник, контр-адмирал, участник Великой Отечественной войны.

## Биография
Вячеслав Мельников родился 19 февраля 1904 года в городе Вильно.
Поступил на службу в Военно-морской флот в 1923 году. В 1928 году вступил в ряды ВКПб.
С сентября 1923 по октябрь 1926 года обучался в Военно-морском училище имени М. В. Фрунзе.
С сентября 1928 года по октябрь 1929 года учился в артиллерийском классе Специальных курсов командующего состава ВМС РККА.
С декабря 1934 года по сентябрь 1936 года прошёл два курса Военно-морской академии имени К. И. Ворошилова.
С ноября 1926 года по январь 1928 года помощник вахтенного начальника. С января 1929 года по сентябрь 1929 года — вахтенный начальник (линкор «Парижская коммуна»).
С октября 1929 года но ноябрь 1930 года — младший артиллерист, с ноября 1930 по март 1932 года — помощник старшего артиллериста. С декабря 1932 года по январь 1934 года — командир артиллерийского сектора линейного крейсера «Марат».
С января 1934 года по декабрь 1934 года — флагманский артиллерист бригады заграждения и траления бригады подводных лодок МСБН.
Старший военный представитель при уполномоченном Управления вооружения — главный наблюдающий по строительству артиллерийский части линкора «Советский Союз» на Балтийском заводе (сентябрь 1936 — сентябрь 1938 годов).
Начальник отдела вооружения НТК ВМФ (сентябрь 1938 — январь 1940 годов). В этот период в составе комиссии заместителя наркома ВМФ И. С. Исакова совершил 6-тимесячную командировку в США.
С января 1940 года — заместитель начальника управления артиллерии ВМФ.
В рамках торгового соглашения с Германией занимался вопросом приобретения артиллерии и приёмки закупленного вооружения. После начала Великой Отечественной войны вернулся в СССР.
С февраля 1943 года по май 1945 года был начальником Артиллерийского научно-исследовательского морского института ВМФ.
С октября 1941 году входил в состав оперативной группы НК ВМФ. Занимался организацией взаимодействия между главным артиллерийским управлением РККА и Артиллерийским управлением ВМФ.
В течение октября-декабря 1942 года проводил проверку состояния артиллерии Черноморского флота от Батуми до Новороссийска.
Во время Великой Отечественной войны институт, которым руководил Вячеслав Мельников, производил новые образцы артиллерийского вооружения кораблей и в 1945 году был награждён орденом Ленина.
Похоронен на Большеохтинском кладбище.

## Награды
- Орден Красного Знамени (1919 г.).
- Орден Ленина (1936 г.).
- Орден Красного Знамени (1944 г.).
- Орден Ленина (1945 г.).
- Орден Нахимова 2 степени (1945 г.)[3].